# پراکتر (مینه‌سوتا)
پراکتر، مینه‌سوتا (به انگلیسی: Proctor, Minnesota) یک شهر در ایالات متحده آمریکا است که در شهرستان سنت لوئیس واقع شده‌است.

## خصوصیات
پراکتر ۷٫۷۷ کیلومترمربع مساحت و ۳٬۰۵۷ نفر جمعیت دارد و ۳۸۱ متر بالاتر از سطح دریا واقع شده‌است.